# میکروسکوپ نیروی اتمی

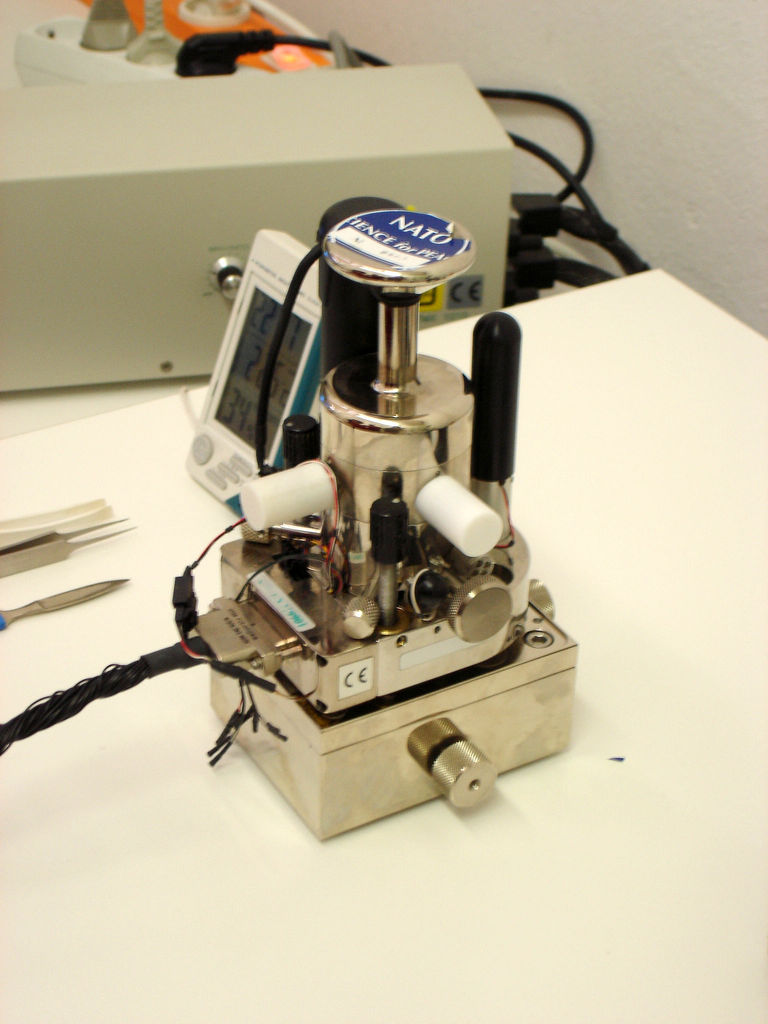

میکروسکوپ نیروی اتمی* یا میکروسکوپ نیرویی روبشی (به انگلیسی: SFM:Scanning Force microscope) در سال ۱۹۸۶ توسط کوئِیْت، بنیگ و گربر* اختراع شد. مانند تمام میکروسکوپ‌های پراب پویشی* دیگر، میکروسکوپ نیروی اتمی از یک پراب (probe) تیز که بر روی سطح نمونهٔ تحت بررسی حرکت می‌کند، استفاده می‌کند.
در مورد میکروسکوپ نیروی اتمی، نوکی* بر روی کانتی‌لیور (اهرم) وجود دارد که در اثر نیروی بین نمونه و نوک خم می‌شود. عکس شماره ۱ طرز کار یک میکروسکوپ نیروی اتمی را نشان می‌دهد.

شکل شماره ۱ - ساختمان شماتیک یک میکروسکوپ نیروی اتمی

با خم شدن کانتی‌لیور، انعکاس نور لیزر بر روی آشکارسازنوری* جابجا می‌شود. بدین ترتیب می‌توان جابجایی نوک کانتی‌لیور را اندازه‌گیری کرد. از آنجایی که کانتی‌لیور در جابجایی‌های کوچک از قانون هوک پیروی می‌کند، از روی جابجایی کانتی‌لیور می‌توان نیروی برهم‌کنش بین نوک و سطح نمونه را بدست آورد. و از روی نیروی بین اتم‌های سطح نمونه و پراب، می‌توان فاصلهٔ بین نوک و سطح نمونه، یا همان ارتفاع آن قسمت از نمونه را بدست آورد.
حرکت پراب بر روی نمونه توسط دستگاه موقعیت‌یاب بسیار دقیقی انجام می‌شود که از سرامیک‌های پیزوالکتریک ساخته می‌شود. این پویشگر توانایی حرکت در مقیاس زیر آنگستروم را دارد.

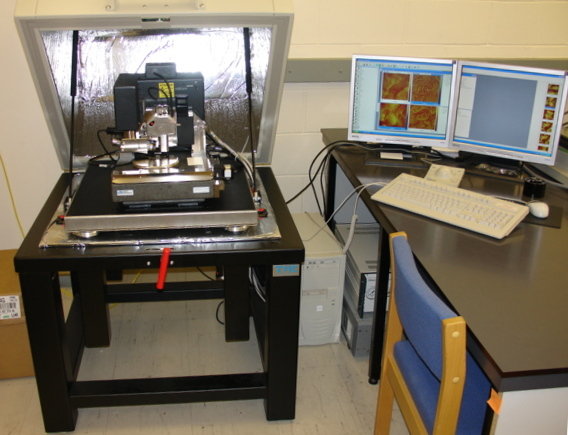
میکروسکوپ نیروی اتمی در چپ و کامپیوتر کنترل کننده آن در سمت راست

شکل ۲ یکی از عکس‌های بدست آمده توسط میکروسکوپ نیروی اتمی را نشان می‌دهد.

## بررسی اجمالی

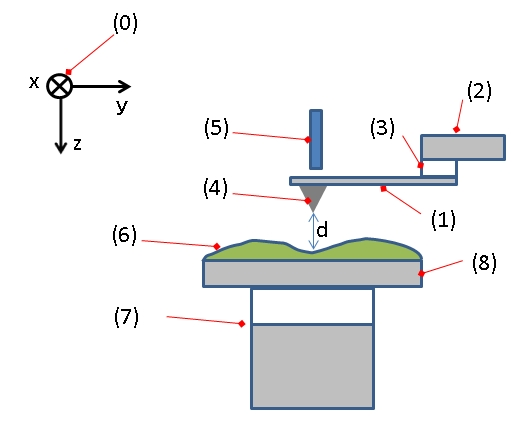
مکانیزم و اجزای میکروسکوپ نیروی اتمی

میکروسکوپ نیروی اتمی یا میکروسکوپ نیرویی پویشی یک مدل از میکروسکوپ پراب پویشی با وضوح تصویر خیلی بالا است، با وضوح تصویر نشان داده شده در حد کسری از نانومتر، 1000 برابر بهتر از پردازش نوری حدی است. اطلاعات با "احساس" کردن یا "لمس" سطح با یک پراب مکانیکی جمع‌آوری میشود. عناصر پیزوالکتریک که حرکات کوچک ولی دقیق و صریح را با فرمان (الکترونیکی) تسهیل می‌کنند، اسکن دقیق را امکان پذیر می‌سازند. 

### توانایی‌ها
AFM سه توانایی غالب دارد: اندازه‌گیری نیرو، تصویربرداری توپوگرافی و دستکاری. 
در اندازه‌گیری نیرو، AFMها  می توانند برای اندازه‌گیری نیروهای بین پراب و نمونه به شکل تابعی از جداسازی متقابل استفاده شوند. این می‌تواند برای طیف-سنجی نیرو به هدف اندازه‌گیری‌های ویژگی‌های مکانیکی نمونه اعمال شود، مانند مدول یانگ نمونه که یک معیار سفتی است.
در تصویربرداری، واکنش پراب به نیروهایی که نمونه به آن تحمیل م‍ی‌کند می‌تواند برای تشکیل یک تصویر سه بعدی از سطح نمونه با وضوح بالا استفاده شود. این تصویر با اسکن شطرنجی از وضعیت نمونه نسبت به نوک و سپس ضبط ارتفاع پراب که در یک تعامل ثابت پراب-نمونه به دست می‌آید. سطح توپوگرافی به طور رایج به شکل یک نقشه رنگ دروغین نشان داده می‌شود. گرچه انتشار اولیه درباره میکروسکوپ نیروی اتمی توسط بینیگ، کوات و گربر در سال 1986، درباره احتمال به دست آوردن وضوح اتمی پیش‌بینی‌هایی می‌کرد، اما تا زمانی که این به واقعیت بپیوندد چالشهای آزمایشی سختی سر راه قرار داشتند. لبه‌ی پل‌ها در محیط مایع در سال 1993 توسط بینیگ و اونسورج نشان داده شد. وضوح اتمی واقعی سطح سیلیکون 7 در 7  باید کمی صبر می کرد تا بعدا توسط گیسبل کشف شود. 
در دستکاری، نیروهای بین نوک و نمونه می‌توانند برای این استفاده شوند که ویژگی‌های نمونه را به شیوه‌های کنترل شده، تغییر دهند. مثال‌های این دستکاری اتمی شامل: تحریک موضعی سلول‌ها و پراب پویشی حکاک می شوند.
همزمان با حاصل شدن تصویرهای توپوگرافی، ویژگیهای دیگر نمونه می‌توانند به طور موضعی اندازه‌گیری شوند و به شکل یک تصویر، معمولا مشابه تصویرهای توپوگرافی با وضوح بالا نشان داده شوند. مثالهای این ویژگی‌ها، ویژگی‌های مکانیکی مانند سختی و قدرت چسبندگی و ویژگی‌های الکتریکی مانند رسانایی یا پتانسیل سطح هستند. در واقع، اکثر تکنیک‌های SPM گسترده شده‌ی AFM هستند که از این حالت استفاده می‌کنند.

#### بقیه تکنولوژی‌های میکروسکوپی
تفاوت اصلی بین میکروسکوپ نیروی اتمی و تکنولوژی‌های رقیب مانند میکروسکوپ نوری و میکروسکوپ الکترونی در این است که AFM از لنز و یا اشعه استفاده نمی‌کند. در نتیجه، از محدودیت وضوح فاصلهای مربوط به انحراف و انکسار و فراهم‌سازی فضا برای هدایت اشعه (با درست کردن مکش) رنج نمی‌برد، و همینطور لکه‌دار کردن نمونه‌ها لازم نیست. 
چندین نوع مدل میکروسکوپ پویشگر مانند میکروسکوپ پراب پویشی (که شامل AFM، میکروسکوپ تونلی پویشی STM، و میکروسکوپ نوری روبش میدان نزدیک SNOM/NSOM، میکروسکوپ STED، و میکروسکوپ الکترون پویشی، و الکتروشیمیایی AFMمی‌شود) داریم. گرچه SNOM  و STED از نور قابل رویت، فروسرخ و یا حتی تراهرتز برای روشن کردن نمونه استفاده می‌کنند، وضوح آن‌ها محدود به حد انکسار نور نیست. 

##### تاریخچه
AFM توسط دانشمندان IBM در سال 1985 ساخته شد. میکروسکوپ تونلی روبشی، پیشرو AFM، توسط جرد بینیگ و هاینریش رورر در اوایل دهه 1980 و در زوریخ مرکز تحقیق IBM توسعه یافت، ساخت این میکروسکوپ برای آنها جایزه نوبل فیزیک سال 1986 را به ارمغان آورد. بینیگ میکروسکوپ نیروی اتمی را اختراع کرد و اولین پیاده‌سازی آزمایشی توسط بینیگ، کوات و گربر در سال 1986 انجام شد. 
اولین میکروسکوپ نیروی اتمی قابل خرید در بازار در سال 1989 معرفی شد. AFM یکی از بهترین وسایل برای تصویربرداری، اندازه‌گیری و دستکاری ماده در سطح نانو است.

###### کاربردها
AFM بر طیف وسیعی از رشته‌های علوم طبیعی اعمال شده است، شامل فیزیک جامدات، علم و تکنولوژی شبه رساناها، مهندسی مولکولی، شیمی و فیزیک پلیمر، بایولوژی مولکولی، بایولوژی سلولی و دارو. 
استفاده‌ها در رشته فیزیک جامدات شامل موارد زیر می‌شوند، (الف) شناسایی اتم‌ها در سطح، (ب) ارزیابی تعاملات بین یک اتم خاص و اتم‌های همسایه آن و (ج) مطالعه تغییرات در ویژگی‌های فیزیکی برخواسته از تغییرات در چیدمان اتمی توسط دستکاری اتمی.
در بایولوژی مولکولی، AFM میتواند برای مطالعه ساختار و ویژگی‌های مکانیکی یا اجتماع پروتئین‌ها استفاده شود. برای مثال، از میکروسکوپ نیروی اتمی برای تصویربرداری از ریزلوله‌ها و اندازه‌گیری سختی آن‌ها استفاده می‌شود.
در بایولوژی سلولی، AFM میتوان به تشخیص دادن سلول سرطانی از غیرسرطانی بر اساس سختی سلول‌ها سعی کرد. و همینطور برای ارزیابی تعاملات بین یک سلول خاص و سلول‌های همسایه در یک سیستم رقابتی استفاده میشود. AFM میتواند برای برجسته کردن سلول‌ها برای مطالعه این‌که چطور سفتی را منظم می‌کنند یا شکل غشاء سلول هم استفاده شود.
در بعضی تغییرات، پتانسیل الکتریکی میتواند توسط طره‌های رسانا اسکن شود. در نسخه‌های پیشرفته‌تر، جریان‌ها را می‌توان از نوک به پراب منتقل کرد تا رسانایی الکتریکی یا انتقال سطح زیرین را بررسی کند، اما این یک کار چالش برانگیز است که گروه‌های تحقیقاتی کمی به طور ثابت داده می‌فرستند.

## اصول
AFM شامل یک طره با یک نوک تیز (پراب) در ته آن می‌شود که برای اسکن سطح نمونه آزمایش می‌شود. طره معمولا از جنس سیلیکون یا سیلیکون نیترید با شعاع انحنای نوک در حد نانومتر است. وقتی نوک به نزدیکی سطح نمونه آزمایش آورده می‌شود، نیروهای بین نوک و نمونه به انحراف طره (با توجه به قانون هوک) منجر میشوند. 
بسته به شرایط، نیروهایی که در AFM اندازه‌گیری می‌شوند، شامل موارد زیر میشوند: نیروی تماس مکانیکی است، نیروهای واندروالسی، مویینگی، پیوند شیمیایی، نیروهای الکترواستاتیکی، نیروهای مغناطیسی (به میکروسکوپ نیروی مغناطیسی MFM مراجعه کنید)، نیروی کاسیمیر، نیروی حلال‌پوشی و غیره. همراه نیرو، مقادیر اضافه‌ای هم همزمان از طریق استفاده پراب‌های تخصصی اندازه‌گیری می‌شوند. 

AFM می‌تواند در چندین مود با توجه به کاربرد استفاده شود. در کل، مودهای تصویربرداری ممکن به مُدهای استاتیک تقسیم میشوند که طره با فرکانس مشخصی می‌لرزد یا نوسان میکند.

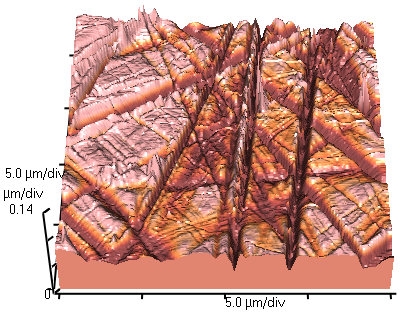
شکل شماره ۲- توپوگرافی سطحی یک شیشه - اندازه: ۲۰×۲۰ میکرومتر، بازهٔ ارتفاع: ۴۲۰ میکرومتر

## مُدهای عملکردی

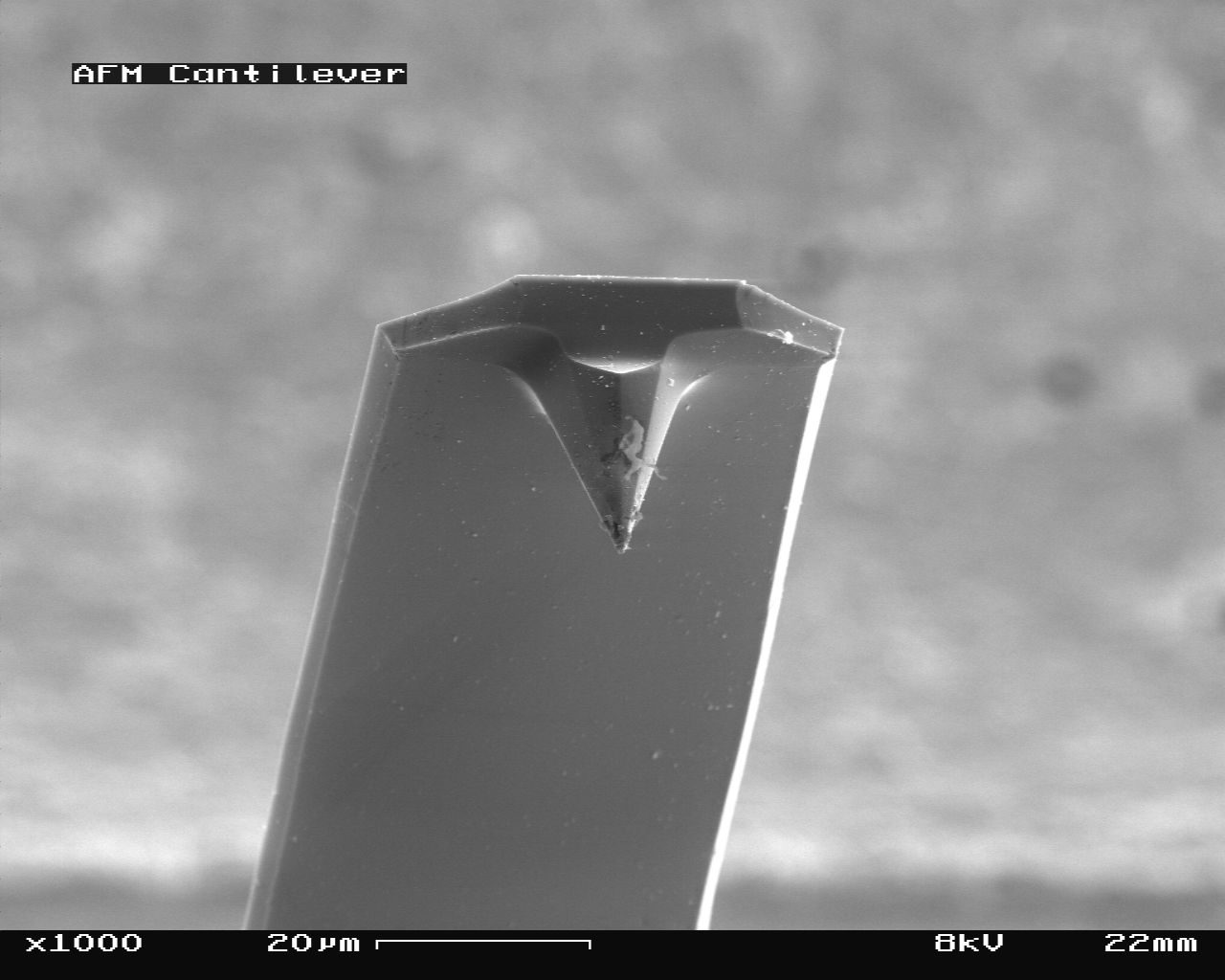
نوک کانتی‌لیور

مُد تماسی(Contact Mode)در مد تماسی، تیپ در ناحیه نیروهای دافعه واندروالسی بین اتم‌های نوک تیپ با سطح و بدون ایجاد ارتعاش روی کانتیلور عمل می‌کند. دستگاه با یک مکانیسم فید بک انحراف کانتیلور را اندازه گرفته و در یک نقطه ثابت نگاه می‌دارد. زمانی که تیپ در حال روبش سطح می‌باشد، تصویربرداری با ثبت ولتاژ اعمال شده به پیزوالکتریک متحرک انجام می‌شود. مد تماسی برای بررسی سطوح سخت با تیپ‌های نازک و فوق تیز و سخت مناسب می‌باشد .
مُد غیرتماسی(Non-Contact Mode)در مد غیر تماسی میکروسکوپ نیروی اتمی، تیپ در ناحیه نیروهای جاذبه واندروالسی با سطح و با ایجاد ارتعاش روی کانتیلور عمل می‌کند. در این حالت کانتیلور در نزدیکی یک فرکانس رزونانس طبیعی، نوسان می‌کند. سپس نمونه نزدیک می‌شود تا دامنه کانتیلور به مقدار تعیین شده کاهش یابد. بدین صورت که اثر متقابل تیپ- نمونه باعث کاهش شدید دامنه می‌شود، وقتی که این فاصله به ابعاد نانومتری رسید، تیپ سطح نمونه را روبش می‌کند. در این حالت مکانیسم فیدبک دامنه نوسان را اندازه‌گیری کرده و ثابت نگاه می‌دارد. این مد بیشتر برای محیط هوا و مایع مناسب می‌باشد . از آن جایی که نیروی کمتری بر نمونه وارد می‌شود در نتیجه این روش تخریب کمتری را برای نمونه‌های نرم و تیپ دربر دارد.
مد تماس متناوب یا ضربه‌ای(Tapping Mode)این حالت نیز مانند حالت بدون تماس است با این تفاوت که در حالت تماس متناوب نوک کانتی‌لیور مرتعش به آرامی با نمونه برخورد می‌کند و دامنه نوسان خیلی بزرگتر از حالت بدون تماس است. در این روش، تصویرسازی با استفاده از دامنهٔ ارتعاش کانتی‌لیور انجام می‌شود.

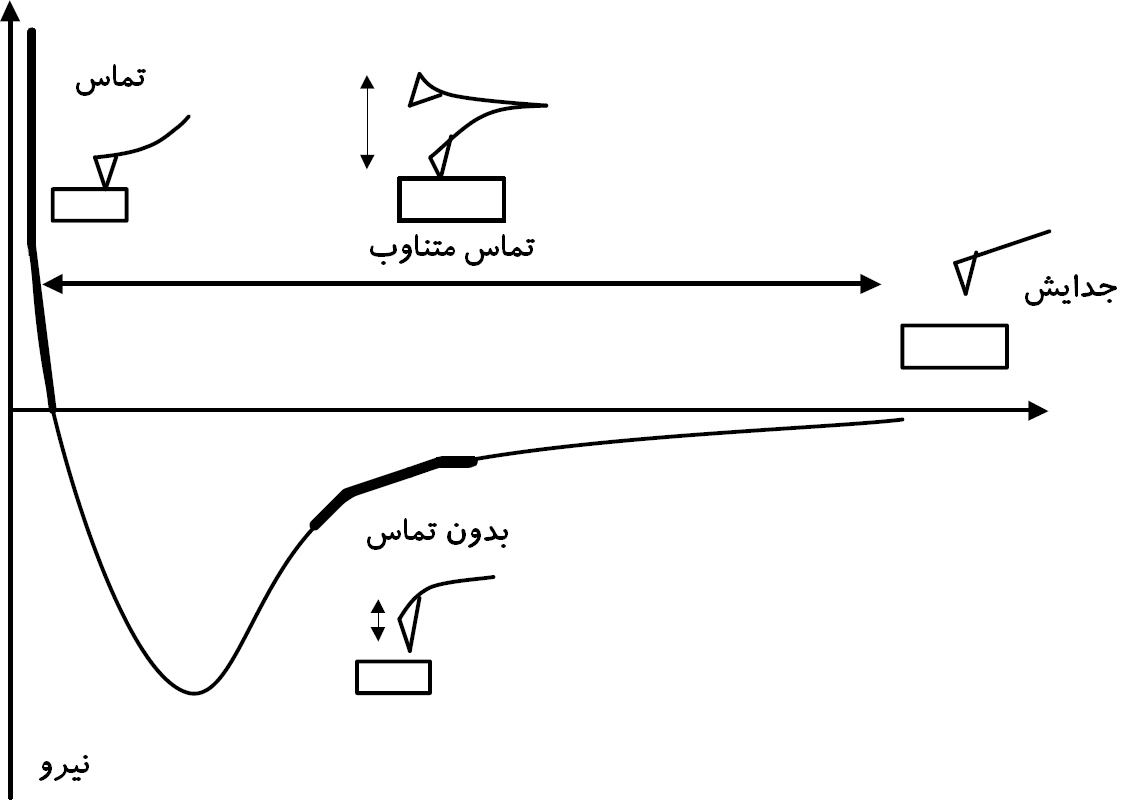
شکل شماره ۳ - منحنی نیرو-فاصله

شکل ۳ یک منحنی شماتیک نیرو-فاصله را برای میکروسکوپ نیروی اتمی نشان می‌دهد. در فاصلهٔ دور از نمونه، کانتی‌لیور(تیر یکسر گیردار) توسط نیروی بین‌اتمی جذب نمی‌شود و در حالت تعادل آزاد خود است. اما هنگامی که کانتی‌لیور به سطح نمونه نزدیک می‌شود، نیروهای جاذبه کانتی‌لیور را به سمت نمونه جذب می‌کنند. هنگامی که نوک با سطح در تماس است، نیروهای دافعه غالب بوده و کانتی‌لبور را دور می‌کنند. خطوط پررنگ دامنهٔ کار معمول م. ن. اها را در حالت‌های تماسی و بدون تماس نشان می‌دهند. پیکان افقی دراز، دامنهٔ معمول تماس متناوب را نشان می‌دهد.

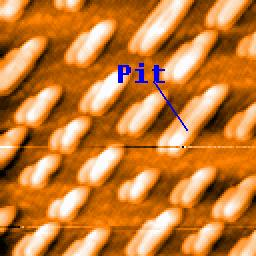
ساختار CD

## مزایا و معایب
- مزایا
  - سرعت بالا
  - سادگی تهیهٔ نمونه
  - اطلاعات دقیق ارتفاع
  - قابلیت کار در هوا، خلا و مایعات (بر خلاف میکروسکوپ‌های الکترونی)
  - قابلیت مطالعهٔ سیستم‌های زیستی زنده
- محدودیت‌ها
  - بازهٔ مطالعهٔ عمودی محدود
  - بازهٔ بزرگنمایی محدود
  - وابستگی اطلاعات بدست آمده به نوع نوک میکروسکوپ
  - امکان آسیب دیدن نوک میکروسکوپ یا نمونه